# Oh, Boy! (The Crickets)
Oh, Boy! is een nummer geschreven door Sonny West, Bill Tilghman en Norman Petty. Het nummer stond op het album The "Chirping" Crickets en werd ook uitgebracht als A-kant van een single, met "Not Fade Away" als B-kant. Het nummer piekte op nummer 10 in de Amerikaanse hitlijsten, nummer 3 in de Britse hitlijsten begin 1958, en nummer 26 in Canada.